# Кушкет
Кушкет, Ташлык — река в России, протекает по Балтасинскому району Республики Татарстан. Устье реки находится в 43 км от устья Шошмы по левому берегу. Длина реки составляет 27 км, площадь водосборного бассейна — 174 км².
Исток реки у села Верхний Субаш близ границы с Марий Эл. Река течёт на юго-восток, протекает деревни Нижний Субаш, Починок Сосна, Кушкетбаш, Средний Кушкет, Старый Кушкет. Притоки — Утер (правый), Кутеш (левый). Впадает в Шошму в деревне Бурнак.

## Данные водного реестра
По данным государственного водного реестра России относится к Камскому бассейновому округу, водохозяйственный участок реки — Вятка от водомерного поста посёлка городского типа Аркуль до города Вятские Поляны, речной подбассейн реки — Вятка. Речной бассейн реки — Кама.
Код объекта в государственном водном реестре — 10010300512111100040166.